# Pozo Hondo
Pozo Hondo es una localidad de la provincia de Santiago del Estero, Argentina. Es la cabecera del departamento Jiménez.

## Población
Cuenta con 3,249 habitantes (Indec, 2010), lo que representa un incremento del 23,3% frente a los 2,634 habitantes (Indec, 2001) del censo anterior.
| Gráfica de evolución demográfica de Pozo Hondo entre 1970 y 2010 |
|                                                                  |
| Fuentes: INDEC                                                   |

## Ubicación
Se encuentra a 87 kilómetros de la capital provincial y a 90 de San Miguel de Tucumán.

## Historia
La localidad no fue fundada oficialmente. Los empleados de vías y obras del ferrocarril que realizaban el tendido de las vías fueron los primeros pobladores del lugar. La fecha fue establecida ante la presentación de la historiadora y docente Maria Liliana Sanchez Lucardi de Pece de un proyecto al Concejo Deliberante, le llevó casi diez años de investigación para determinar el comienzo de la vida del pueblo. Se realizó una audiencia pública donde la autora hizo la presentación y una Comisión examinó los documentos presentados para la ocasión. La Ordenanza 97/04 fija como fecha fundacional el día 15 de marzo de 1889. 
En un comienzo se  denominó Gaspar Xuarez el pueblo en reconocimiento a un misionero jesuita, naturista, filósofo, profesor de teología, filosofía y humanidades, que anduvo en la región y fue expulsado. La estación de trenes se llamaba Pozo Hondo y por costumbrismo fue imponiéndose.  
```
El día 12 de agosto de 1027 la Cámara de Diputados de la Provincia declara "
de utilidad pública y sujeta a expropiación 100 hectáreas de terreno de la Estación Pozo Hondo del ferrocarril Central Norte Argentino para la fundación de un pueblo que se denominara Gaspar Juarez.'El artículo 4 versa sobre la ubicación y trazado del pueblo a fundarse y que debía asentarse sobre el lado oeste de las vías del ferrocarril. 
```

En el año 1947 con Ley N° 1954 transfiere con carácter de donación al Estado Nacional Argentino, una manzana de terreno en Pozo Hondo y usa entre paréntesis Gaspar Juárez.

## Parroquias de la Iglesia católica en Pozo Hondo
| Diócesis  | Santiago del Estero         |
| --------- | --------------------------- |
| Parroquia | Nuestra Señora de la Merced |